# Moochie Norris
Martyn Bernard Norris, detto Moochie (Washington, 27 luglio 1973), è un ex cestista e allenatore di pallacanestro statunitense, professionista nella NBA, in Francia e in Italia.

## Carriera
È stato selezionato dai Milwaukee Bucks al secondo giro del Draft NBA 1996 (33ª scelta assoluta).

## Palmarès
- 2 volte All-CBA First Team (2000, 2008)
- All-CBA Second Team (1998)
- CBA All-Rookie Second Team (1997)
- Miglior passatore CBA (2008)
- Migliore nelle palle rubate CBA (2000)